# Amrita
Amrita (sanskrt: अमृत, IAST: amṛta), amrit ali amata v paliju (imenovana tudi Sudha, Amij, Ami) je sanskrtska beseda, ki pomeni »nesmrtnost«. Je osrednji koncept znotraj indijskih religij in se v starodavnih indijskih besedilih pogosto imenuje eliksir. Prvič se pojavi v Rigvedi, kjer velja za enega od številnih sinonimov za somo, pijačo dev. Amrita igra pomembno vlogo v Samudra Manthana in je vzrok konflikta med devami in asurami, ki tekmujejo za amrito za pridobitev nesmrtnosti.
Amrita ima v različnih indijskih religijah različen pomen. Beseda Amrit je tudi pogosto ime za Sikhe in Hindujce, medtem ko je njena ženska oblika Amritā. Amrita je sorodna in ima veliko podobnosti z ambrozijo; oba izvirata iz skupnega protoindoevropskega vira.